# Noël Reynders
Noël Reynders (1945) was stadsbeiaardier van Sint-Truiden en Zoutleeuw.
Noël Reynders kreeg zijn opleiding aan het Lemmensinstituut, het Internationaal Hoger Instituut voor Beiaardkunde (Beiaardschool Jef Denyn) te Mechelen en het Koninklijk Vlaams Muziekconservatorium te Antwerpen. Hij was leraar muziek in verscheidene secundaire scholen, wat hij combineerde met de functie van beiaardier. In Sint-Truiden begeleidde hij de restauratie van de beiaard van het Belfort in 2001.
Naast zijn wekelijkse concerten in Sint-Truiden en Zoutleeuw, gaf Noël Reynders ook talloze concerten tot in Amerika toe, maar toch vooral in Vlaanderen en Nederland. Dikwijls was hij te gast op beiaardfestivals en -concerten en nam hij deel aan uitwisselingsprogramma's tussen beiaardsteden. Daardoor had hij ruime ervaring met verschillende beiaarden en hun klavier. Zo was hij ook lid van de adviescommissie (met o.m. Jos D'hollander) voor de standaardisering van het beiaardklavier in Nederland en België.
Zijn twee zonen Hendrik Reynders en Frederik Reynders treden in zijn spoor na hun opleiding aan de Mechelse beiaardschool. Frederik volgt Noël op als stadsbeiaardier van Sint-Truiden, Hendrik in Zoutleeuw. 
Sedert zijn pensionering eind 2010 treedt Noël Reynders ook op als stadsgids. Zo leidt hij mensen rond in de historische kerk van Zoutleeuw, met inbegrip van uitleg over de historische beiaard aldaar.